# Arthur Geoffrey Woodhead
Arthur Geoffrey Woodhead (* 2. April 1922 in Nottingham; † 6. November 2008 in Cambridge) war ein britischer Althistoriker und Epigraphiker. 
Er studierte Altertumswissenschaften an der University of Cambridge (MA 1949) und war dort sein ganzes Leben lang als Fellow am Corpus Christi College (seit 1948) und Lecturer in Classics (seit 1951) tätig. Sein Hauptforschungsgebiet war die griechische Epigraphik. Von 1951 bis 1971 war er Herausgeber des Supplementum Epigraphicum Graecum. Woodhead war Mitglied des Deutschen Archäologischen Instituts und mehrmals als Fellow am Institute for Advanced Study in Princeton eingeladen.

## Veröffentlichungen
- The Study of Greek Inscriptions. University Press, Cambridge 1959; 2. Auflage ebenda 1981.
- mit Michael MacCrum: Select documents of the principates of the Flavian emperors. Including the year of revolution A. D. 68-96. University Press, Cambridge 1961.
- The Greeks in the West. Thames & Hudson, London 1962 (auch niederländische Übersetzung).
- Thucydides on the nature of power. Harvard University Press, Cambridge, Mass. 1970, ISBN 0-674-89136-8.
- The College of Corpus Christi and of the Blessed Virgin Mary. A contribution to its history, from 1952 to 1994.  Boydell Press, Woodbridge 1995, ISBN 0-85115-613-4.
- Inscriptions: The decrees. (= The Athenian Agora 16). American School of Classical Studies at Athens, Princeton 1997, ISBN 0-87661-216-8